# Karolina Koszewska
Karolina Koszewska, née Łukasik le 7 janvier 1982 à Varsovie, est une boxeuse polonaise.

## Carrière
Sa carrière amateur est principalement marquée par une médaille d'or remportée aux championnats d'Europe 2005 dans la catégorie des poids super-welters.

## Palmarès

### Championnats d'Europe
- Médaille d'argent en -70 kg en 2003 à Pécs, Hongrie
- Médaille de bronze en -70 kg en 2004 à Riccione, Italie
- Médaille d'or en -70 kg en 2005 à Tønsberg, Norvège

### Jeux européens
- Médaille d'or en -69 kg en 2019 à Minsk, Biélorussie